# Министерство юстиции Великобритании
Министерство юстиции Великобритании несёт ответственность перед парламентом за судебную власть, судебную систему, тюрьмы и пробации, а также за некоторые области конституционной политики (те, которые не были переданы до 2010 года заместителю премьер-министра).
Министерство возглавляет лорд-канцлер — министр юстиции (государственный секретарь юстиции, англ. Secretary of State for Justice).

## История
Министерство было сформировано объединением Департамента по конституционным вопросам, который сменил Департамент лорда-канцлера в 2003 году, и некоторых подразделений министерства внутренних дел.

## Руководители
- Чарльз Фалконер (2007);
- Джек Стро (2007—2010);
- Кеннет Гарри Кларк (2010—2012);
- Крис Грэйлинг (2012—2015);
- Майкл Гоув (2015—2016);
- Элизабет Трасс (2016—2017);
- Дэвид Лидингтон (2017—2018);
- Дэвид Гок (2018—2019);
- Роберт Бакленд (2019—2021);
- Доминик Рааб (2021—2022);
- Брэндон Льюис (2022);
- Доминик Рааб (2022—2023);
- Алекс Чок (2023—2024);
- Шабана Махмуд (2024—н. в.).